# Gyermeknap

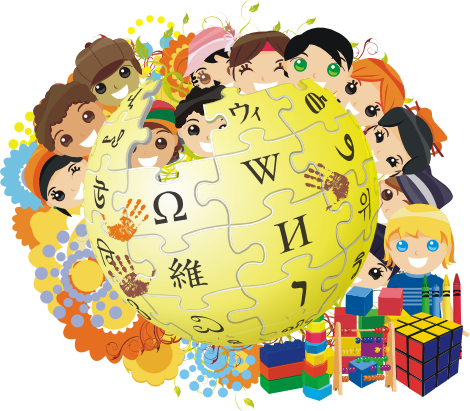
Egyetemes Gyermeknapra Wikipédia-logó

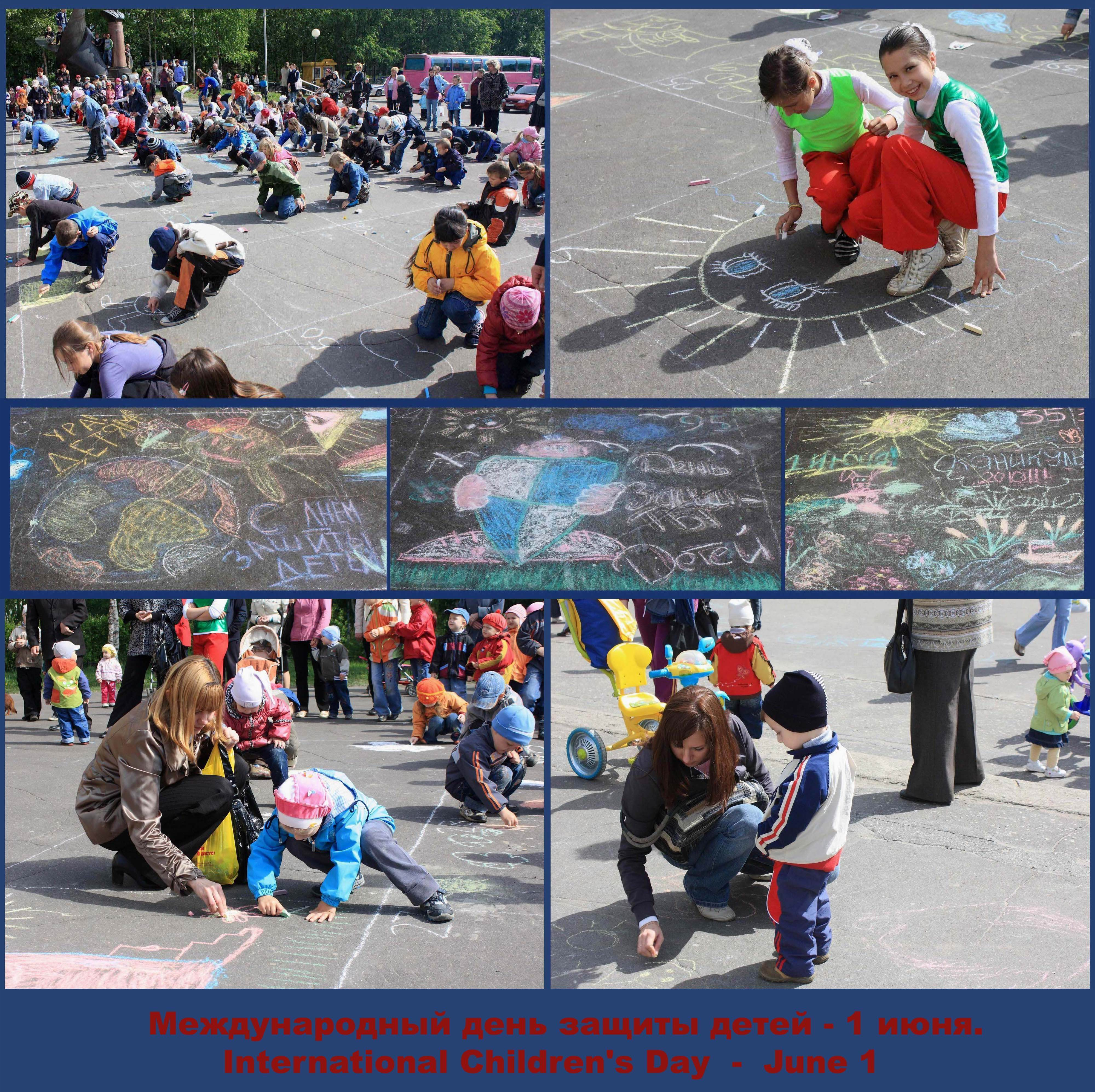
Gyermeknap

A gyermeknap a világ sok országában ünnepnap. A nemzetközi gyermeknap (általában június 1.) megünneplése Törökországból ered és ezen a napon különösen a volt kommunista országokban vált népszerűvé. Ehhez hasonló az ENSZ által létesített egyetemes gyermeknap (Universal Children's Day) intézménye.

## Nemzetközi gyermeknap
A nemzetközi gyermeknapot a világ számos országában megünneplik, az év legkülönbözőbb napjain. Az ünnepet először Törökországban tartották meg 1920-ban (1920. április 23.), majd később a genfi Gyermekjóléti Konferencián 1925-ben.

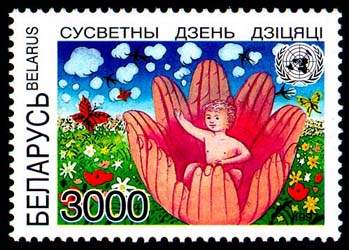
Gyermeknapi bélyeg (Fehéroroszország, 1997)

## Egyetemes gyermeknap (Universal Children's Day)
Az ENSZ közgyűlése 1954-ben javasolta (836(IX). határozat), hogy minden országban tartsák meg az egyetemes gyermeknapot. Az ünnep célja, hogy megemlékezzenek a világ gyermekeinek testvériségéről és egymás közti megértésről, valamint a gyermekek jóléte érdekében kifejtett küzdelemről. Javasolták a kormányoknak, hogy mindenhol olyan napot jelöljenek ki erre a célra, amit megfelelőnek gondolnak.

## Magyarországon
Magyarországon az Országos Gyermekvédő Liga kezdeményezésére már a 20. század első évtizedében is rendeztek gyermeknapot, ha nem is minden évben. Edelsheim-Gyulai Lipót egyesületi elnök egy 1909. évi beszédében elmondta, hogy 1906-ban 46, 1907-ben 612, 1908-ban pedig 2262 vidéki város és község vett részt a gyermeknap megünneplésében.
A húszas években vált rendszeressé, hogy május vagy június valamelyik napját gyermeknappá nevezték ki. 1931-től már egy egész hetet szenteltek a gyermekeknek, többnyire május első felében, mégpedig 1943-ig Nemzeti Gyermekhét néven. Ez 1944-ben nem került megrendezésre. 
1945-ben júniusban, 1946-ban februárban, 1947-ben május 4-től tartottak gyermekhetet. 1948-ban már a kommunista párt befolyása alatt álló MNDSZ (Magyar Nők Demokratikus Szövetsége) rendezett Országos Gyermekhetet június 20. és 27. között. 
1948 novemberében a Nemzetközi Demokratikus Nőszövetség moszkvai tanácsülésén úgy határozott, hogy „a jövőben június hóban a világ minden olyan államában, ahol a Nemzetközi Nőszövetségnek szervezete van, gyermeknapot rendeznek, amely minden országban a politikai és gazdasági viszonyoknak megfelelően a gyermekek érdekeit fogja szolgálni. Az imperialisták befolyása alatt álló országokban a gyermeknap főtárgya a gyermekek kizsákmányolása elleni harc lesz, továbbá a gyermekek egészségvédelme és a tanulási lehetőségek megjavítása. A Szovjetunió asszonyai példát mutatnak az igazi hazaszeretetre, a békés építőmunka szeretetére való nevelésben.” 
A fenti határozatnak megfelelően Magyarországon 1950-től 1953-ig június első vasárnapján, azt követően pedig minden év május utolsó vasárnapján rendezték, illetve rendezik meg a Nemzetközi Gyermeknapot.

## Egyéb országokban
| Dátum                                                    | Ország vagy terület |
| -------------------------------------------------------- | --- |
| Január első péntekje                                     | Bahama-szigetek |
| Január 11.                                               | Tunézia |
| Január második szombatja                                 | Thaiföld |
| Február második vasárnapja                               | Cook-szigetek · Nauru · Niue · Tokelau-szigetek · Kajmán-szigetek |
| Február 13.                                              | Mianmar |
| Március első vasárnapja                                  | Új-Zéland |
| Március 17.                                              | Banglades |
| Április 4.                                               | Tajvan · Hongkong |
| Április 5.                                               | Palesztina |
| Április 12.                                              | Bolívia · Haiti |
| Április utolsó szombatja                                 | Kolumbia |
| Április 23.                                              | Törökország |
| Április 30.                                              | Mexikó |
| Május 5.                                                 | Japán · Dél-Korea |
| Május második vasárnapja                                 | Spanyolország |
| Május 10.                                                | Maldív-szigetek |
| Május 17.                                                | Norvégia |
| Május 27.                                                | Nigéria |
| Május utolsó vasárnapja                                  | Magyarország |
| Mennybemenetel ünnepe                                    | Amerikai Szamoa · Falkland-szigetek · Salamon-szigetek |
| Június 1.                                                | Albánia · Angola · Örményország · Azerbajdzsán · Fehéroroszország · Benin · Bulgária · Bosznia-Hercegovina · Kína · Kambodzsa · Csehország · Kelet-Timor · Ecuador · Észtország · Etiópia · Grúzia · Bissau-Guinea · Kazahsztán · Koszovó · Kirgizisztán · Laosz · Lettország · Libanon · Litvánia · Észak-Macedónia · Makaó · Moldova · Mongólia · Montenegró · Mozambik · Mianmar · Nicaragua · Lengyelország · Portugália · Románia · Oroszország · São Tomé és Príncipe · Szerbia · Szlovákia · Szlovénia · Tádzsikisztán · Tanzánia · Türkmenisztán · Ukrajna · Üzbegisztán · Vietnam · Jemen |
| Június 2.                                                | Észak-Korea |
| Június második vasárnapja                                | Amerikai Egyesült Államok |
| Július 1.                                                | Pakisztán |
| Július harmadik vasárnapja                               | Kuba · Panama · Venezuela |
| Július 23.                                               | Indonézia |
| Augusztus első vasárnapja                                | Uruguay |
| Augusztus 16.                                            | Paraguay |
| Augusztus harmadik vasárnapja                            | Argentína · Peru |
| Szeptember 9.                                            | Costa Rica |
| Szeptember 10.                                           | Honduras |
| Bhadra 29 (Szeptember 14. vagy Szeptember 15. (szökőév)) | Nepál |
| Szeptember 20.                                           | Németország · Ausztria |
| Szeptember 25.                                           | Hollandia (Oosterhout) |
| Október 1.                                               | Salvador · Guatemala · Srí Lanka |
| Október első péntekje                                    | Szingapúr |
| Október első szerdája                                    | Chile |
| Október 8.                                               | Irán |
| Október 12.                                              | Brazília |
| Október negyedik szombatja                               | Ausztrália (Children's week: childrensweek.org) · Malajzia |
| Október negyedik szerdája                                | Ausztrália |
| November első szombatja                                  | Dél-afrikai Köztársaság |
| November 11.                                             | Horvátország |
| November 14.                                             | India |
| November 20.                                             | Az arab világ · Azerbajdzsán · Kanada · Horvátország · Ciprus · Egyiptom · Etiópia · Finnország · Franciaország · Görögország · Írország · Izrael · Kenya · Malajzia · Észak-Macedónia · Hollandia · Fülöp-szigetek · Szerbia · Szlovénia · Dél-afrikai Köztársaság · Spanyolország · Svédország · Svájc · Egyesült Arab Emírségek · Egyesült Királyság · Trinidad és Tobago |
| December 5.                                              | Suriname |
| December 23.                                             | Dél-Szudán · Szudán |
| December 25.                                             | Congo DR · Kamerun · Egyenlítői-Guinea · Gabon · Csád |
| December                                                 | Dominikai Közösség |

## Fordítás
Ez a szócikk részben vagy egészben  a   Children's Day című angol Wikipédia-szócikk ezen változatának fordításán alapul.  Az eredeti cikk szerkesztőit annak laptörténete sorolja fel. Ez a jelzés csupán a megfogalmazás eredetét és a szerzői jogokat jelzi, nem szolgál a cikkben szereplő információk forrásmegjelöléseként.